# Попов, Константин Андреевич
Константи́н Андре́евич Попо́в (29 октября (10 ноября) 1876, Омск — 5 декабря 1949, Москва) — российский революционер, социал-демократ, историк. Председатель Чрезвычайной следственной комиссии по делу А. В. Колчака.

## Биография
Константин Попов родился 29 октября (10 ноября) 1876 года в Омске в семье мелкого чиновника, служащего канцелярии Степного генерал-губернаторства. Образование получил в Первой омской гимназии, после её окончания поступил в 1894 году на юридический факультет Дерптского (Юрьевского) университета, который окончил в 1898 году. Ко времени учёбы в университете относится начало его политической деятельности.
В 1898 году, после успешного окончания университета, Попов получил звание кандидата права, был направлен в Санкт-Петербург, в канцелярию Казенной Палаты.
За связи с революционными группами в апреле 1899 году был арестован и заключен на 10 месяцев в Петропавловскую крепость. После освобождения получил разрешение выехать в Харьков, где вскоре его вновь арестовали и выслали сначала на 4 года в Вятскую губернию, затем, за революционную пропаганду среди ссыльных — в Якутию.
В 1905 году вернулся в Омск, вошел в комитет РСДРП, заняв в нём ключевые позиции. Лавировал между большевиками и меньшевиками, некоторое время игнорируя раскол. Участвовал в агитационно-пропагандистской деятельности против монархии, один из организаторов Западно-Сибирской партийной конференции, состоявшейся в Омске в сентябре 1906 года. В ноябре того же года, вместе со всеми участниками конференции, был арестован и заключен в омскую тюрьму.
Выиграл судебный процесс 1907 года: вместо каторги его с другими участниками конференции приговорили к 1 месяцу крепости и высылке за пределы Акмолинской области.
В жандармерии Омска получил кличку «Черный».
Весной 1907 года присутствовал на Лондонском съезде РСДРП. После этого вновь оказался в тюрьме по возвращении в Россию, затем — в ссылке в Вологодской губернии.
С 1910 года — вел партийную работу в Омске: восстанавливал социал-демократическую организацию, сотрудничал в печати, с 1911 года редактировал журнал «Думы».
В начале марта 1917 года избран председателем 1-го в Омске Совета рабочих и солдатских депутатов, до середины октября того же года руководил объединенной социал-демократической организацией, принимал активное участие в установлении Советской власти в Омске. В белогвардейских кругах считался наиболее образованным деятелем омского совдепа.
Член Сибирской Областной Думы от совета профсоюзов Омска. Но участия в работе Сибирской областной думы так и не принял, так как в июне 1918 года был арестован чехами и словаками. В ходе Омского восстания в ночь на 22 декабря 1918 года восставшие разоружили казачью сотню, захватили Омскую тюрьму и объявили, что все политические заключённые свободны. Освободили 200 человек заключённых, из которых 134-135 (до 140) были политическими. Но Попов не мог воспользоваться освобождением, так как был болен сыпным тифом и лежал в тифозном бараке. На следующий день колчаковские офицеры  потребовали от коменданта тюрьмы выдать им Кириенко, Девятова, Попова и ещё несколько лиц. Больного Попова им выдать отказались, солдаты и сами не захотели заходить в тифозный барак. Все выданные были расстреляны, а Попов уцелел. 
В августе 1919 года Попова в «эшелоне смерти» вывезли из омской тюрьмы на восток. По дороге бежал и до 1920 года работал в иркутском подполье. Один из лидеров восставших против власти Колчака в декабре 1919 года в Иркутске подпольщиков. Один из главных командиров их вооруженных отрядов. Один из лидеров проэсеровского Совета Народного Управления Иркутска. Активно проводил политику большевизации эсеровских органов власти и агитацию за переход власти к большевикам.
В январе — феврале 1920 года, по поручению Сибирского революционного комитета, вел следствие по делу Колчака. Председатель Чрезвычайной следственной Комиссии по делу Колчака и Виктора Пепеляева до замены его на этом посту большевиком Чудновским. Позднее, материалы следствия были опубликованы в книге «Допрос Колчака», вышедшей под его редакцией в 1925 году.
В 1920—1922 годах работал заместителем (1920 — 2.1921), а потом — председателем (3.2.1921 — 25.2.1922) Омского губернского исполнительного комитета, член губернского комитета РКП (б).
С лета 1922 жил в Москве, работал в агитационно-пропагандистском отделе ЦК РКП(б). С 17 октября 1924 — зам. председателя Антирелигиозной комиссии при ЦК РКП(б).
В 1928 году перешел на работу в Институт красной профессуры. В последние годы жизни преподавал в Московском историко-архивном институте.
Умер в Москве 5 декабря 1949 года.

## Награды
- орден Трудового Красного Знамени (11.11.1946)

## Память
В 1977 году в честь Константина Попова была названа улица в Омске.